# Vittorio Gorresio
Vittorio Gorresio (Modena, 18 luglio 1910 – Roma, 17 dicembre 1982) è stato un giornalista e saggista italiano.

## Biografia
Nacque a Modena da una famiglia di origini piemontesi; il padre era un generale di divisione. Dopo aver trascorso l'infanzia a Cuneo, nel 1920 (all'età di dieci anni), seguendo gli spostamenti del padre, si trasferì con la famiglia a Roma, ove nel 1928 conseguì la licenza liceale al liceo Mamiani. Nel 1932 si laureò in Giurisprudenza.
Nel 1936, per interessamento di Mario Missiroli, direttore de facto (inviso al regime fascista, Missiroli non poteva assumere formalmente la direzione di un quotidiano) del Messaggero, iniziò a lavorare nella redazione del quotidiano romano. Dal 15 luglio 1939 al gennaio 1942 diresse il quindicinale Storia di ieri e di oggi dell'editore Tumminelli, anche se effettivamente il direttore era Leo Longanesi a cui il regime aveva interdetto la firma nel 1939. Dal 1945 al 1950 collaborò con il settimanale L'Europeo, appena fondato dall'editore Gianni Mazzocchi e dal giornalista Arrigo Benedetti. Successivamente divenne notista parlamentare e poi capo della redazione romana del quotidiano torinese La Stampa fino al 1976. Continuò a scrivere sul quotidiano torinese, dove tenne fino al 1982 (pochi mesi prima della sua scomparsa) una nota rubrica quotidiana di cronache e commenti delle vicende politiche, il "Taccuino di Vittorio Gorresio".
Oltre all'intensa attività giornalistica, Gorresio fu autore di biografie di personaggi della storia italiana (Cavour, D'Azeglio, Berlinguer), saggi sull'attualità politica (I carissimi nemici, L'Italia a sinistra) e saggi storici (Risorgimento scomunicato).
Ammalatosi di neoplasia maligna, morì nel 1982 nella sua abitazione romana di piazza Navona.
Dopo la cremazione della salma nel cimitero romano di Prima Porta, le ceneri furono tumulate nella tomba di famiglia a Mondovì.

## Premi e riconoscimenti
- 1973: in occasione della XXII edizione del Premio Saint Vincent per il giornalismo, ricevette un premio speciale "per una vita dedicata al giornalismo"[6];
- Premio Bagutta per Costellazione cancro, raccolta di articoli sulla dolorosa vicenda della malattia[7] che poi lo condusse alla morte, pubblicata nel 1976[1][8];
- 1980: Premio Strega per l'opera autobiografica La vita ingenua, pubblicata da Rizzoli.[9]

## Opere
- I giovani d'Europa, con 48 tavole fuori testo, Milano, Hoepli, 1936
- Camillo Cavour, Milano, Zucchi, 1937.
- L'esperienza di un dopoguerra. Note sulla lotta antibolscevica in Italia dal 1917 al 1921, Roma, Edizioni italiane, 1943.
- Opuscoli politici. Massimo D'Azeglio, Torino, Giulio Einaudi, 1943.
- Un anno di libertà, Roma, OET Edizioni polilibraria, 1945.
- I moribondi di Montecitorio, Milano, Longanesi, 1947.
- I carissimi nemici, Milano, Longanesi, 1949.
- I bracci secolari, Modena, Guanda, 1951.
- Risorgimento scomunicato, Firenze, Parenti, 1958.
- Stampa in allarme, Gorresio e altri, a cura di Adolfo Battaglia, Bari, Laterza, 1958.
- L'Italia a sinistra, Milano, Rizzoli, 1963.
- La nuova missione, Milano, Rizzoli, 1968.
- Roma ieri e oggi (1870-1970), Milano, Rizzoli, 1970.
- Il sesto Presidente, Milano, Rizzoli, 1972.
- Il papa e il diavolo, Milano, Rizzoli, 1973.
- Berlinguer, Milano, Feltrinelli, 1976.
- Costellazione cancro. Come si entra e come si esce dal tunnel della più tragica malattia del nostro tempo, Milano, Rizzoli, 1976.
- Trent'anni dopo con Giampaolo Pansa e Lietta Tornabuoni, Milano, Valentino Bompiani, 1976.

- La vita ingenua, Rizzoli, Milano 1980; La vita ingenua, prefazione di Massimo Onofri, UTET, Torino 2007

- La vita ingenua. Costellazione cancro, seconda edizione, Milano, Rizzoli, 1980.